# Tito Estatilio Tauro (cónsul 26 a. C.)
Tito Estatilio Tauro (en latín, Titus Statilius Taurus; ca. 60 a. C.-ca. 10) fue un general y político de fines de la República e inicios del Imperio romano, dos veces cónsul romano, una vez bajo la República y otra vez bajo el Imperio, siendo uno de los generales más distinguidos de Octaviano. 

## Biografía
Tauro era un homo novus (hombre nuevo) de la región de Lucania. Inicialmente partidario de Marco Antonio, por quien fue elegido como cónsul sufecto en el año 37 a. C., reemplazando a Lucio Caninio Galo que había abdicado ese mismo año. En el curso de la guerra civil en Sicilia, se opuso a Sexto Pompeyo (el hijo de Pompeyo el Grande). En esta guerra, dirigió una flota, con base en Tarento, enviada por Marco Antonio en ayuda de Octaviano.
Después de que Pompeyo fuera expulsado de Sicilia, Tauro cruzó el mar para gobernar y pacificar la provincia de África que aseguró sin dificultad durante dos años y, por ello, obtuvo el triunfo en 34 a. C. Ese mismo año, acompañó a Octaviano a Dalmacia y, tras su regreso a Roma, Tauro quedó bajo el mando de las tropas estacionadas en el lugar.
Cuando estalló la guerra contra Marco Antonio y Cleopatra VII, Tauro apoyó a Octaviano y participó en la batalla de Accio al mando de las fuerzas terrestres establecidas en la orilla en 31 a. C. Las fuerzas de Marco Antonio de tierra se entregaron a él cuando fueron abandonadas por su general Publio Canidio Craso. Esto aceleró en gran medida la victoria final de Octaviano.
En 29 a. C., combatió en Hispania, donde venció a los cántabros, a los vacceos y a los astures durante las guerras cántabras.
En 29 a. C., mandó construir con sus propias finanzas el primer anfiteatro en Roma en la parte sur del campo de Marte: el anfiteatro de Estatilio Tauro, que fue inaugurado para un combate de gladiadores. En agradecimiento, los romanos le reconocieron el derecho anual de nombrar a uno de los pretores cada año. Es probable que Estatilio haya mandado construir este monumento a petición de su amigo Augusto, porque este último animaba a sus amigos ricos a embellecer la ciudad a sus propias costas. Este anfiteatro resultó quemado en el gran incendio de Roma, durante el reinado de Nerón.
En 26 a. C., fue nuevamente cónsul, esta vez en carácter de ordinarius junto con Octaviano ya convertido en Augusto. En este mismo año refundó la ciudad hispana de Ilici, con el nombre de Colonia Iulia Ilici Augusta.
En 16 a. C., cuando Augusto abandonó Italia para dirigirse a la Galia, dejó a Tauro como prefecto de Roma.

## Descendencia
Tito Estatilio Tauro parece que tuvo tres hijos y dos hijas, aunque no se sabe si todos fueron de una misma esposa. Varios miembros de su familia fueron posteriormente cónsules: Tito Estatilio Tauro en 11, y Sisena Estatilio Tauro en 16, Tito Estatilio Tauro en 44 y Tito Estatilio Tauro Corvino en 45. En cuanto a las hijas, una de ellas, Estatilia L. Pisonis, se casó con Pisón el Augur (cónsul en el 1 a. C.). Una segunda puede ser la Estatilia que murió a la edad de 99 años durante el reinado de Claudio, a pesar de que bien pudo haber sido una hermana de Tauro.